# Álvaro Retana
Álvaro Retana Ramírez de Arellano (Batangas, Filipinas, 26 de agosto de 1890 - Torrejón de Ardoz, Madrid, 10 de febrero de 1970) fue un escritor, periodista, dibujante, modisto, músico y letrista español. Es la figura más conocida de la literatura erótica de los años veinte y treinta en España, y una figura destacada en el cuplé y la revista.
Retana gozó de un importante éxito con sus novelas publicadas entre 1915 y 1927, que se centraban mayormente en el ambiente de la farándula y la noche madrileña, con un erotismo burlesco y una presencia destacada de la homosexualidad y otras formas de sexualidad no normativa. Entre sus cerca de cien novelas cortas se encuentran Carne de tablao (1918), El crepúsculo de las diosas (1919), Las locas de postín (1919), Mi novia y mi novio (1923) o A Sodoma en tren botijo (1933).
Sus letras de cuplés, como «Ven y ven» (1911), «La tirana de Trípili» (1911) o «Las tardes del Ritz» (1923), alcanzaron una gran popularidad y fueron interpretadas por las principales cantantes del género. Retana fue también una figura importante en la escena de la revista, diseñando innovadores figurines y vestuarios, y también escribió varios ensayos sobre estos géneros. En paralelo, desarrolló una carrera en el periodismo, realizó incursiones en el teatro y escribió letras para otros géneros musicales.
Durante la dictadura de Primo de Rivera fue perseguido y encarcelado por su obra erótica y su imagen provocadora, y en los años siguientes disminuyó su actividad. Tras la Guerra Civil fue condenado a muerte por el franquismo, saliendo finalmente de prisión en 1948. Víctima de una fuerte censura, todavía publicó la sátira política sobre el totalitarismo La bella y la mandrágora (1953) y algunos ensayos hasta su muerte en 1970.

## Biografía

### Inicios y éxito literario
Retana, que relataba que había nacido en altamar frente a las costas de Ceilán cuando sus padres viajaban durante su luna de miel a Filipinas para provocar a los biempensantes, era de familia bien posicionada e hijo del político y escritor Wenceslao Retana, que fue gobernador de Huesca y de Teruel. Visiblemente homosexual y libertino, niño bien madrileño y precoz autor de letras de cuplés célebres, se autoproclamaba "el novelista más guapo del mundo" y se hacía retratar en quimono bordado de rosas, con las cejas depiladas y los ojos y labios pintados. Escribió novelas que se hicieron populares, siguiendo el gusto sicalíptico de la época, sobre la sociedad galante y frívola del Madrid decadente. 
Sus primeras crónicas, con su característico humor, aparecieron en 1911 en Heraldo de Madrid firmadas con el seudónimo de "Claudina Regnier". Su primera obra extensa fue la colección de cuentos Rosas de juventud (1913), dentro de la estética del decadentismo y con una muy brillante prosa. Colaboró luego en El Diario de Huesca con el seudónimo "César de Maroto", en La Mañana, El Liberal, La Tribuna, Revista de Varietés, La Esfera, Nuevo Mundo, La Novela Corta, Mundo Gráfico, Estampa, La Novela de Hoy, Informaciones y Blanco y Negro (1928-1936). También colaboró con la revista Élite (1951) de Caracas y revistas cómicas como La Vida y Flirt. Usó además los seudónimos "Carlos Fortuny" y "El Petronio español del siglo XX". 
Fue el escritor de novelas eróticas más popular de su época, escritas casi todas entre 1917 y 1922 en las colecciones La Novela Corta y La Novela de Hoy. Desenfadado y frívolo, estaba muy lejos de la seriedad de su gran competidor Antonio de Hoyos y Vinent. En sus novelas, caracterizadas por una gran ironía, aparece la bisexualidad, homosexualidad, travestismo y distintos fetiches. El también novelista Joaquín Belda dijo de él: «No embarcó en sus naves de autor a ningún pasajero que no estuviese adornado por lo menos con un pecado, mortal de necesidad».
Durante la dictadura de Miguel Primo de Rivera, y a raíz de presiones clericales, tuvo que hacer frente a varios procesos, siendo encarcelado por  delito de imprenta y posteriormente por sus publicaciones en las colecciones de Artemio Precioso, en un proceso que también afecto a Valle-Inclán y los decadentistas Joaquín Belda y Antonio de Hoyos y Vinent, que tuvieron que irse a París.

### Música
Retana destacó por su papel como letrista de tonadilla y cuplés. Su vinculación al cuplé le dio numerosos éxitos, como «Ven y ven» (1911), interpretado por Aurora Jufret y La Goya,«La tirana de Trípili» (1911), «Las tardes del Ritz» (1923), estrenado por el transformista Edmond de Bries,«Rufina la peinadora» (1915), «Ay, Sandunga» (1924) o «¡Sarasa!» (con José Juan Cadenas) (1959). Escribió dos libros sobre una de las artistas más populares del género, La Chelito (Chelito, su vida, su arte y sus canciones [1930] y La reina del cuplé: el Madrid de la Chelito [1963]), y otros como Estrella del cuplé (su vida y sus canciones) (1963).
También estuvo vinculado a las escenas de la revista y el jazz en Madrid, géneros que se habían asociado en la imaginación pública con la experimentación sexual. Actuó como músico y dinamizador cultural, acogiendo a cantantes de jazz estadounidense, y creó vestuario y figurines para cabaret y music-hall (que en España se enmarcaban en la revista) durante los años veinte, treinta y cuarenta, aplicando una mirada artística sobre lo que se denominaba género ligero. Su estudio de este y otros géneros populares fue recogido en su Historia del arte frívolo (1964) y una Historia de la canción española (1967).
También escribió en otros géneros, como los fados "Blanquita", escrito para Blanquita Suárez, y "En Portugal está mi amor" (1960); el tango argentino "Las delicias del tango" (1914), el pasodoble "Batallón de modistillas" (1959) o coplas, y fue amigo de cantantes como Tórtola Valencia, La Goya, Ofelia de Aragón, Lina Valery, Nena Rubens o Tina de Jarque.

### Años finales
Durante la guerra civil española acudía a las manifestaciones obreras vestido con un mono de seda. Tras el fin de la Guerra Civil, debido a su fama de  "desviado" y "rojo", fue denunciado y apresado en casa de Ángel Pedrero y condenado a muerte por una carta en la que se ofrecía a poner a salvo objetos artísticos para la República y decía querer adornar objetos religiosos con simbología republicana y miliciana. La pena le fue conmutada por treinta años de prisión, de los que cumplió nueve en la prisión de Porlier en Madrid. Salió en libertad finalmente en 1948, aunque sin su plaza de funcionario en el Tribunal de Cuentas.
Entre 1939 y 1970 Retana entregó a la censura 55 obras, de las cuales únicamente fueron aprobadas para su publicación dieceiséis, una represión motivada de acuerdo con José Martínez Rubio no solo por su ideología y forma de vivir sino por el alcance popular que sus obras habían llegado a tener antes de la guerra. Falleció en Torrejón de Ardoz el 10 de febrero de 1970 a los setenta y nueve años y dejó un hijo llamado Alfonso Retana Tejeira.

## Obra literaria
Entre sus más de cien novelas cortas destacan Carne de tablado (1918) y El crepúsculo de las diosas (1919) por recrear el ambiente de género ínfimo en Madrid y Barcelona; El octavo pecado capital (1920) y Raquel, ingenua y libertina (1923) como superación de la novela erótica de origen francés; en La ola verde (1931) realiza un ensayo sobre la generación de escritores de novela erótica de entreguerras; La bella y la mandrágora (1953) es una genuina sátira política sobre el totalitarismo; en Las «locas» de postín (1919), Rafaelito Hinojosa de Cebreros, vicioso hijo de marqueses, se siente fascinado por un misterioso argentino con quien sus amigos le han organizado una cita solo para sacarle el dinero. Por sus páginas irán desfilando personajes de todo tipo, desde locas aristocráticas como Juanito Sí-sí, llamado de ese modo por no haber dicho nunca que no a una proposición indecente, hasta conocidos artistas de circo, aristócratas frívolos y escritores de mala fama. Es una historia de fiestas decadentes, de señoritos galantes, cocottes mantenidas, cupletistas de malas costumbres, y affaires en mansiones de alto copete. 
A Sodoma en tren botijo (1933), narra las aventuras madrileñas de Nemesio Fuentepino, un muchacho tan hermoso que es el orgullo de Almería. Convencido por un amigo, viaja a la capital, donde conocerá el mundo depravado de las fiestas del perverso marqués de Pijo Infante, de las que son asiduos los aristócratas aficionados a travestirse, las cocottes y los más desenfadados maricas ilustres de la ciudad. Otras novelas en que trata el tema de la homosexualidad son Los ambiguos (1922) y Mi novia y mi novio (1923), por mencionar solo unas pocas. Historia del arte frívolo (1964) es una auténtica enciclopedia visual y comentada de todos los artistas de variedades desde 1900 hasta 1964. En teatro, fue célebre su zarzuela cómica en un acto Travesuras de amor, escrita en colaboración con Mariano Muzas y con música de Teodoro San José; con Luis Olivé creó la comedia en cuatro actos El maniquí (1919).
Su obra destacó también por la presencia de la pluma, la diversidad sexual y la presencia de la ambigüedad de género como elemento de desestabilización de las expectativas sociales.
Según Vicenç Vernet Pons,

Álvaro Retana es un escritor que encarna “la modernidad”, entendida esta como una lucha ideológica que cuestiona los valores burgueses estereotipados de la época de la Restauración, que satiriza a una sociedad todavía anclada en el siglo XIX y que se cierra a los avances culturales de Europa a causa de la estrechez de miras de instituciones como la Iglesia, la medicina, el derecho o la política. Un humorista y un creador de novelas acabadas, heredero de las estrategias literarias de la picaresca, Rabelais, Cervantes, de la novela finisecular francesa o Galdós, y constantemente preocupado para dotar al ser humano de una identidad basada en la libertad tal como la entiende la sociedad democrática de nuestros días. Es un antecedente evidente a tener en cuenta dentro de la llamada homocidad artística española, entre los que destacan Terenci Moix, Luis Antonio de Villena, Eduardo Mendicutti o Pedro Almodóvar.

## Legado
Su biografía fue reconstruida por Luis Antonio de Villena en El ángel de la frivolidad y su máscara oscura.Vida, literatura y tiempo de Álvaro Retana (1999), y el propio Álvaro Retana jugó a la autobiografía en Mi alma desnuda (1923). Otros autores que han escrito sobre el autor son Pilar Pérez Sanz y Carmen Bru Ripoll en un estudio en la Revista de sexología (1989) y Javier Barreiro en Cruces de bohemia (2001). En 2024 se publicó El franquismo contra Álvaro Retana, de José Martínez Rubio, que incluía escritos hasta entonces inéditos debido a la censura.
Las locas de postín (1919) ha sido reeditada en 2004 (con A Sodoma en tren botijo [1933] y prólogo de Villena), 2014 (con otras tres novelas cortas) y 2024 (con El fuego de Lesbos). En 2009 se reeditó Los extravíos de Tony (1919) y en 2023, El vicio color de rosa, y otras obras han sido reeditadas en autoedición. En 2006 se editó un catálogo de sus figurines, y en 2018 se donaron junto al resto de su archivo de Retana al Museo Nacional del Teatro.

## Libros
- Rosas de juventud, 1913
- Al borde del pecado. Barcelona, 1916
- La dama del salón de Mornant, Madrid, 1918
- Los extravíos de Tony, 1919
- Las ingenuas libertinas. Madrid: 1919
- La carne del tablado. Escenas pintorescas de Madrid de noche. Madrid: Bibl. Hispania, s/a. (Ca. 192...)
- El infierno de hielo, 1921
- El rayo de luna, 1921
- La señorita Perversidad, 1921
- El encanto de la cama redonda, 1922
- El escapulario, 1922
- El tesoro de los Nibelungos, 1922
- Las mujeres de Retana, Madrid, 1922
- Los Ambiguos. Madrid: Suc. Rivadeneyra, 1922
- Una noche de carnaval en Niza. Madrid: La Novela Corta, 1922
- La confesión de la duquesa. Madrid, 1923
- La hora del pecado. Madrid, La Novela de Hoy, 1923
- Las vendedoras de caricias. Prólogo de Artemio Precioso. Madrid, La Novela de Hoy, 1923
- Lolita, buscadora de emociones. Madrid: Ed. Rivadeneyra, 1923
- Mi alma desnuda, 1923
- Todo de color de rosa, frivolidades para damas honorables. Madrid: Atlántida 1923
- Carnaval, 1924
- Flor del mal. Madrid: La novela de hoy. 1924
- La virtud en el pecado. Madrid: Suc. Rivadeneyra, 1924
- La conquista del pájaro azul. Madrid, 1925
- La Dama de Luxemburgo. Madrid: Suc. Rivadeneyra, 1925
- La Flor del Turia. Novela. Prólogo de Artemio Precioso. Madrid, La Novela de Hoy, 1925
- El abismo rossa, 1925
- El más bello amor de Mercedes, 1925
- El tonto. Madrid: Suc. Rivadeneyra, 1925
- La máscara de bronce. Madrid: La Novela de Hoy, 1926
- Sácate la caretita. Madrid, 1926
- El Pobrecito Barba-Azul, 1928
- Carmina, flor de amor, por Carlos Fortuny (Álvaro Retana), 1929
- El hombre de las manos bonitas
- Sí, yo te amaba, pero...
- El fantasma de don Pingoberto. Estampas de la vida madrileña en 1935
- La rosa de fuego. Pórtico de Julio Cejador. M., 1950
- La bella y la mandrágora. 1953
- Historia de una vedette contada por su perro. Novela de buen humor. Amenidades de la vida teatral madrileña. 1954
- ¡Pobre chica la que tiene que servir! (Confesiones de una señora decente), 1955
- La reina del cuplé. El Madrid de la Chelito. Madrid: Editorial Tesoro, 1963
- Estrellas del cuplé. Madrid: Editorial Tesoro, 1963 (Colección Jirafa)
- Paulina Bonaparte. La venus imperial Madrid: Tesoro 1963
- Historia del Arte Frívolo. España, 1900-1964. Madrid, Editorial Tesoro, 1964.
- Matilde Muñoz y Álvaro Retana, Historia del teatro en España, 1965
- Historia de la canción española. Fotografías, dibujos de Jano y José Zamora Madrid: Tesoro 1967
- Las locas de Postín (Novela de malas costumbres aristocráticas). Seguido de A Sodoma en tren botijo. Introducción de Luis Antonio de Villena. Madrid, 2004
- Álvaro Retana y otros, Cuentos eróticos de los locos años veinte, 2004
- Felipe Trigo, Álvaro Retana, Antonio de Hoyos y otros, Cuentos diabólicos, selección y prólogo Alberto Sánchez Álvarez-Insúa, 2005